# Александровское (Ставропольский край)
Алекса́ндровское — село в Ставропольском крае России. Административный центр Александровского муниципального округа .
Население — 25 313 чел. (2023).

## География
Село Александровское расположено в 105 км юго-восточнее краевого центра, в верховьях реки Томузловка (приток Кумы), в степной зоне Ставропольской возвышенности, на Прикалаусских высотах. Высота над уровнем моря — 300 м.
Считается одним из самых длинных сельских населённых пунктов, его протяжённость — 16,5 км с северо-запада на юго-восток. Общая площадь — 24 км². Ближайшие населённые пункты — Лесная Поляна и Дубовая Роща.
Главной особенностью климата является довольно жаркое лето, умеренно мягкая зима, длительный вегетационный период, господство восточных ветров. По влагообеспеченности территория характеризуется неустойчивым увлажнением; среднегодовое количество осадков — 450—500 мм. Земли представлены в основном предкавказскими и каштановыми чернозёмами.
В 500 м западнее села находится зоологический заказник краевого значения «Александровский», включающий леса Калаусского лесхоза и бессточное озеро Солёное (Северно-Калиновское). Общая площадь заказника 25 тыс. га.

## История

### XVIII—XIX века
Осенью 1777 года между ручьями Большой и Малый Томузлов была заложена крепость Святого Андрея (Андреевская) как одна из крепостей Азово-Моздокской оборонительной линии. В ордере князя Потёмкина от 20 мая 1777 г. № 989 крепость значилась под номером пять.

Под № 5-м крепость положенная по вершинам Томуслова прикрывает сию реку и составляет коммуникацию с Кумою и на вершины Карамыка. Речка Томузлов имеет хорошую и здоровую воду, а на вершинах оной имеются тёмные и множеством зверей наполненные леса. Черкесы большой Кабарды содержат по сей реке свои табуны. Местоположение её есть весьма приятно и земля отменно способна к хлебопашеству.—  Из Высочайше утверждённого доклада генерал-губернатора князя Г. А. Потёмкина «Об учреждении линии от Моздока до Азова»
.

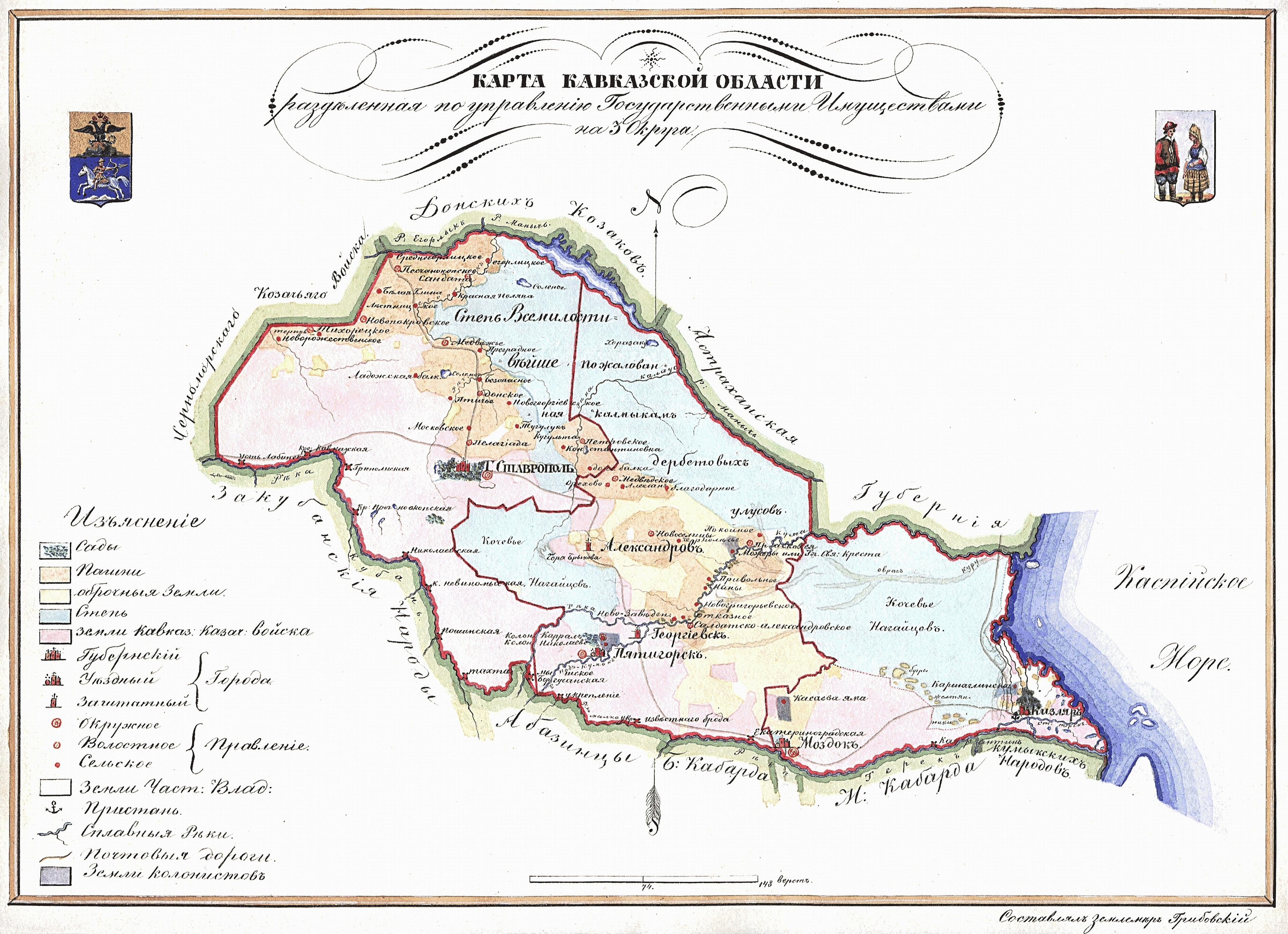

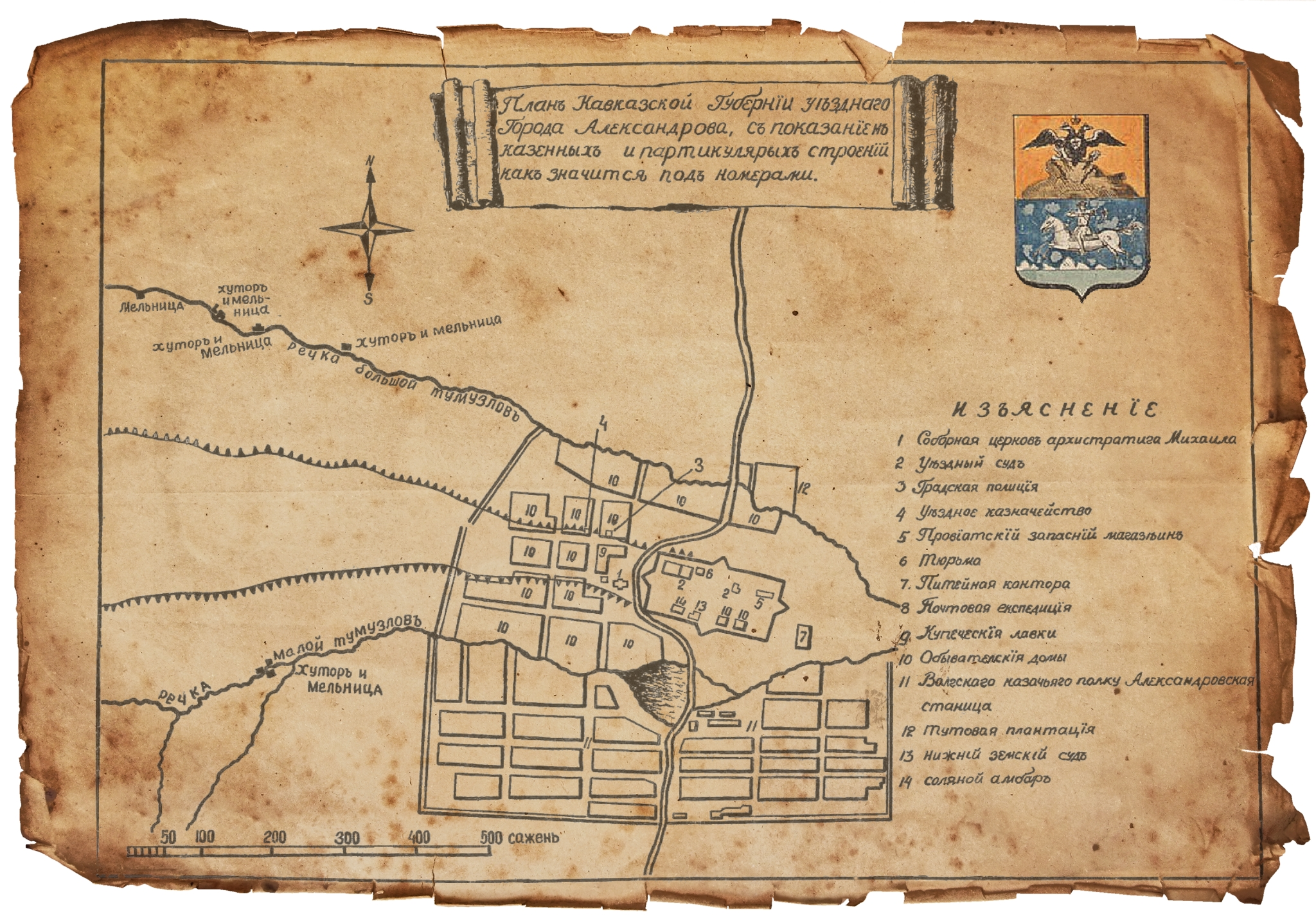
План уездного города Александрова Кавказской губернии

Население в крепости было исключительно военное, при крепости переселённые с Волги казаки создали станицу Александровскую Волгского полка, которая располагалась с правой стороны ручья Малый Томузлов.
Начиная с 1779 года гарнизон крепости и казаки неоднократно отражали нападения кабардинцев, закубанских черкесов и ногайцев. В упомянутом году, а также в 1786-м горцам дважды удавалось поджечь и разорить крепость, захватив в ней пленных, имущество и скот. Так, во время набега закубанцев на Моздокскую линию весной 1786 года, сильная партия их прорвалась до самого города Александрова, попутно сожгла село Новосельцево, увела в плен до двухсот жителей и угнала девять тысяч голов скота.
9 мая 1785 года Екатериной II был подписан именной указ правящему должность Саратовского и Кавказского генерал-губернатора генерал-поручику П. С. Потёмкину об устройстве Кавказской губернии с шестью уездами: Екатериноградского, Кизлярского, Моздокского, Александровского, Георгиевского и Ставропольского. Шесть крепостей на Азово-Моздокской линии (Екатериноград, Кизляр, Моздок, Георгиевск, Александров и Ставрополь) были объявлены городскими уездными центрами. Приказом от 6 октября 1785 года П. С. Потёмкин переименовал крепость Андреевскую в город Александров (в честь будущего императора Александра I); в свою очередь казачья станица, образованная при крепости в 1778—1779 годах, стала именоваться Александровской:56.
В феврале 1786 года были открыты специальные присутственные места: 7-го — в Георгиевске, 10-го — в Александрове, а 15-го — в Ставрополе. 25 февраля того же года Екатерина II объявила своё «высочайшее удовольствие по случаю открытия Кавказского наместничества всем в том участвующим дворянам и горским князьям». Новым городам императрица пожаловала 10 000 рублей на развитие.
По данным 1791 года, население Александрова насчитывало 33 души мужского пола (без учёта военного гарнизона), население пригородной станицы Александровской — 768 душ мужского пола.
С 1804 года началось регулярное почтовое сообщение по Большому Черкасскому тракту, который в Александровском уезде проходил через Сергиевское, Калиновское, Александров и Саблинское. В разное время по этому маршруту проезжали Николай I, А. С. Пушкин, М. Ю. Лермонтов, В. Г. Белинский, М. И. Глинка, Л. Н. Толстой и другие известные личности. В 1809 году в Александрове побывал Фёдор Петрович Гааз, врач, первый исследователь Кавказских Минеральных Вод. Его книга «Моё путешествие на Александровские воды в 1809 и 1810 гг.» содержит, в частности, такой эпизод: «В Александровске от одного казака, звали его Георгий, с которым я разговорился об истории этих мест, я узнал, что расположены они [минеральные воды] не на Тереке, как я предполагал, а в большой Кабарде, около Константиногорска, в сорока верстах от Георгиевска. Я знал о существовании Терекских минеральных вод из описания Гюльденштедта. Те же, о которых говорил Георгий, указывались в систематическом описании всех минеральных вод под именем Кавказских».
В сравнении с другими городами Кавказской губернии, Александров долгое время был самым малочисленным. В 1804 году здесь значилось всего 1548 душ обоего пола. Александровцы занимались торговлей и сельским хозяйством. Развитию ремёсел и торговли в городе, в частности, способствовало его расположение на Большом Черкасском тракте, имевшем большое экономическое значение для уезда в целом.
Согласно «Каталогу земель Кавказской губернии 1819 года», в уездном городе Александрове числилась 531 душа мужского пола, в станице Александровской Волгского казачьего полка — 344 двора, 941 душа мужского пола. С 1920 по 1921 год земским исправником (начальником уезда) в Александрове был Пётр Семёнович Верзилин, впоследствии ставший первым наказным (назначенным царём) атаманом Кавказского линейного казачьего войска.
По указу от 24 июля 1822 года Кавказская губерния преобразована в Кавказскую область с уездами Георгиевским, Кизлярским, Моздокским и Ставропольским. Областным городом назначен Ставрополь. Александровский уезд был упразднён, а его территория присоединена к соседним Георгиевскому и Ставропольскому уездам. Утративший статус уездного центра город Александровск (Александров) остался заштатным.
В 1826—1828 годах пригородная станица Александровская подверглась расселению «в виду стратегических соображений тревожного времени Кавказской войны». Согласно плану генерала А. П. Ермолова (в 1816—1827 годах — командующий войсками на Кавказе), 358 дворов, 958 душ мужского пола стали основателями новых станиц Кисловодской, Ессентукской и Бургустанской. В 1829 году на месте бывшей станицы Александровской обосновались малороссы, экономические крестьяне из Воронежской губернии, а позже — однодворцы из Курской губернии. Новые поселенцы образовали пригородную слободу, получившую название «Новоалександровская».
С сентября 1829 года по февраль 1830-го в заштатном городе Александровске дислоцировались штаб и 1-я гренадерская рота Московского 65-го пехотного полка, отправленного на Кавказ для «усиления Кавказского корпуса, по случаю турецкой войны». В этом полку отбывал солдтачину поэт Александр Иванович Полежаев, в 1826 году отправленный унтер-офицером в армию за поэму «Сашка», а 1827 году разжалованный в рядовые (с лишением личного дворянства) за самовольную отлучку. Позже, участвуя в составе Московского полка в военных действиях в Дагестане и Чечне, он вернул себе унтер-офицерский чин и дворянство.
По данным 1829 года, число жителей Александрова составляло 1130 душ обоего пола. В городе имелись 161 деревянный дом, три казённых строения, трактир и четыре питейных дома. Подавляющее большинство горожан были мещанами, солдатами внутренней стражи и ремесленниками. По данным «Азбучных списков всем церквам, местечкам, селениям, погостам, деревням и хуторам» 1836 года, в Александрове было 170 дворов с 1012 жителями.
16-18 октября 1837 года император Николай I совершил большую инспекционную поездку по Кавказу, во время которой встретился с делегацией от города Александрова, состоявшей, как выяснилось, преимущественно из сектантов-субботников. По сведениям А. И. Твалчрелидзе, «император, осведомлённый об этом, принял депутацию далеко немилостиво и приказал город переименовать в станицу».
7 ноября 1837 года указом Николая I заштатный город Александров Пятигорского округа с пригородной слободой (150 дворов) был причислен к Хопёрскому казачьему полку. 1 января 1838 года местное население зачислили в казаки, а город вместе со слободой стал именоваться станицей Александровской. Православное купечество, не пожелавшее оставаться в станице, переселилось в города Пятигорск и Георгиевск. В 1845 году в рамках борьбы с сектантством населявшие станицу Александровскую представители сект, согласно приговору станичного общества, были высланы в новую станицу Михайловскую на реке Лабе.
В 1845 году в станице Александровской располагалась штаб-квартира 1-го Хопёрского полка 5-й бригады. Казаки станицы участвовали в Кавказских и Крымских войнах, Венгерском походе 1849 года, в подавлении Польского восстания 1863—1864 годов.
В 1848—1849 годах, в период четвёртого массового переселения жителей из Малороссии на Кавказскую линию для усиления обороны и увеличения численности населения, станица пополнилась крестьянами из Черниговской и Полтавской губерний (194 души мужского пола). В 1859 году в ней было 367 дворов, 1079 жителей мужского пола и 1137 женского.
В 1861 году Александровская стала центром протеста против массового выселения станиц в предгорные районы Кавказа. В 1864 году для колонизации западного Кавказа в Закубанье и на Черноморское побережье от Геленджика до Джубги, из станицы Александровской была переселена 61 казацкая семья.
В 1867 году в станица состояла из 318 дворов, в которых проживало 1785 жителей, принадлежавших к казачьему сословию. В Александровской находились станичное правление, полковая (16-го конного полка) и сотенная канцелярии, лазарет, почтовая контора, казённая и станичная почтовые станции, другие учреждения и заведения. По сведениям 1869 года, Александровская почтовая контора обслуживала 569 дворов, жители которых сами приходили в отделение за письмами и газетами (в 1878 году выписывалось всего 252 экземпляра периодики). К 1895 году отделение связи было переименовано в почтово-телеграфную контору связи.
В соответствии с именным указом императора Александра II от 30 декабря 1869 года «О преобразовании административных учреждений в Кубанской и Терской областях», станица Александровская была отчислена из Кубанского войска в гражданское состояние. С 1 января 1871 года — село Александровское одноимённой волости Пятигорского уезда Ставропольской губернии. В состав вновь образованной Александровской волости также вошли ещё четыре бывшие станицы Кубанского казачьего войска — Грушевская, Калиновская, Северная и Сергиевская.
По высочайше утвержденному 21 мая 1873 года мнению Государственного совета в сентябре 1873 года был упразднён Пятигорский уезд и образован Александровский с центром в селе Александровском.

Став селом, Александровское в середине 70-х гг. XIX в. превратилось в центр одноимённого уезда Ставропольской губернии. У него было выгодное месторасположение, поэтому здесь помимо уездного чиновничества проживало немало торговцев, занимавшихся скупкой сельхозпродукции. По данным Первой всеобщей переписи населения 1897 г., в селе существовало 1215 дворов коренных жителей, представленных великороссами и малороссами. (…) Александровское обладало собственными лесами на 712 десятинах, помимо этого, 50 домохозяев имели 70 собственных рощ.— История городов и сёл Ставрополья
По списку населённых мест Ставропольской губернии 1873 года в Александровскую волость вместе с селом входили хутора Ёлкина, Светлищева, Колесникова, Мещерякова, Сутормина и более десяти владельческих усадеб (Батищевых, Есаулова, Жукова, Колесниковых, Лушниковой и других). На 30 сентября 1874 года волость включала село Александровское с хуторами Батищевых, Бузиной, Ёлкина и Светлицина, Жуковых, Ивлевых и Реутова, Шапарова, Шавшина.
По информации за 1883 год в уездном селе Александровском находилась одна из двух созданных в Ставропольской губернии телеграфных станций (вторая располагалась в губернском центре городе Ставрополе). В 1886 году открылась школа грамоты.
Во время эпидемии холеры на Кавказе, начавшейся в 1892 году, в Александровском заболело и умерло 78 человек.
Согласно книге А. Твалчрелидзе «Ставропольская губерния в статистическом, географическом, историческом и сельскохозяйственном отношениях» (1897), в селе Александровском были «сосредоточены все рычаги административного, судебного, медицинского и военного управления обширным Александровским уездом». Здесь, в частности, располагались уездные полицейское управление и казначейство, почтово-телеграфное отделение, уездное по отбыванию воинской повинности присутствие, вольная аптека, сельская тюрьма, камеры земского начальника, товарища прокурора, судебного следователя, судебного пристава, нотариуса, представителя акцизного ведомства, податного инспектора, уездного воинского начальника, уездного врача, ветеринарного врача, фельдшеров и т. д. Органом самоуправления в Александровском было волостное правление. К волости принадлежал один хутор — Дубовой (31 двор), находившийся в 8 верстах от села.
С 1899 по 1906 год в Александровском проживала украинская и русская писательница Марко Вовчок (Мария Александровна Вилинская) вместе со своим мужем, земским начальником 2-го стана Михаилом Демьяновичем Лобач-Жученко. В 1981 году дом по улице Калинина (в прошлом улица Тамбовская), в котором раньше жила их семья, был признан памятником истории регионального значения.

### XX—XXI века
В первые годы XX века Александровское продолжало оставаться крупным торгово-земледельческим селом. В начале 1900-х в здесь появились лечебница на 16 коек и две новые школы. В 1900 году был оборудован бассейн с первым на селе фонтаном. В 1905 году начала работать сберкасса. В период Столыпинской агарной реформы вокруг Александровского возникли 25 хуторов. 

Александровское — селение Александровского уезда Ставропольской губернии, на реке Тумузловке; 10771 житель; много садов. Кожевенные, овчиноделательные, кирпичные, маслобойные и пивоваренные заводы. Церковь 1, школ 4. Административный центр Александровского уезда.— Статья из ЭСБЕ (1905 год)
После объявления Манифеста 17 октября 1905 года население Ставропольской губернии включилось в политический процесс по выборам в I Государственную Думу, совпавший с революционным движением крестьян в феврале-марте 1906 года. Ставропольские крестьяне-выборщики избрали трёх депутатов, которые вошли в группу трудовиков. Одним из них стал уроженец села Александровского, народный учитель Яков Васильевич Борисов. В связи с арестом («из-за резких выступлений в печати и на трибуне Думы») другого ставропольского депутата, волостного писаря из Большой Джалги Федота Михайловича Онипко, летом 1906 года в губернии начался подъём крестьянский волнений. Для восстановления спокойствия на Ставрополье ввели режим исключительной охраны. В сентябре в Александровское были направлены дополнительные воинские подразделения: 12-я рота 81-го Апшеронского полка и 4-я сотня 2-го Горского-Моздокского полка. Последовавшие за этим массовые аресты участников революционных выступлений в уезде привели к постепенному спаду крестьянского движения.
В 1909 году селе Александровском числились 2054 двора с 11 748 жителями, церковь, почта и телеграф, 7 школ, 60 торговых и 2 промышленных предприятия, сельский банк, пожарный обоз, хлебозапасный магазин, аптека. В населённом пункте размещались все уездные учреждения и волостное правление:42—43.
В 1912 году открылась Александровская прогимназия. В 1914 году в Александровском вспыхнул большой пожар, во время которого сгорело более 300 дворов. Из имевшегося в селе хлебозапасного магазина пострадавшим было выделено по 2 пуда зерна на человека.
Согласно «Памятной книжке Ставропольской губернии на 1916 год», количество населения Александровской волости составляло 13 340 человек (включая 9194 коренных жителя и 4146 иногородних), количество имевшегося у них скота — 17 354 головы.
21 января 1918 года в селе состоялся I Александровский уездный съезд Советов, на котором была провозглашена советская власть в уезде. Председателем уездного исполнительного комитета стал Иван Лукич Войтик, учитель Александровской прогимназии, делегат I Съезда крестьянских депутатов уезда (14-15 мая 1917 года), основатель большевистской партийной ячейки в селе Александровском. В 1918-м стала издаваться газета «Александровская жизнь» — орган Александровского УИК. Инициатором её выпуска и редактором первых номеров также был И. Л. Войтик. Газета печаталась в местной типографии «Труд».
В июне 1918 года в Александровском уезде произошло антисоветское восстание, а через несколько месяцев он был занят частями Добровольческой армии. Советская власть в уезде была восстановлена в феврале 1920 года.
По сведениям 1920 года, в состав Александровской волости, кроме самого селения Александровского, входили четыре хутора: Дубовый, Жуковский, Новопокровский и Харьковский. Площадь, занимаемая волостью, составляла 48 637 десятин.
В 1920 году село Александровское было преобразовано в город Александровск. 20 апреля здесь появилась комсомольская ячейка из 17 человек. В том же году была организована телефонная станция на 30 номеров и установлена телефонная связь уездного революционного комитета с губернским революционным комитетом в городе Ставрополе. В 1921 году в Александровске возникли артель «Петровка», коммуна «Авангард», затем артель «Колос». В 1922 году в городе существовали 110 артелей и коммуна «Фрейденталь». Также в 1922-м создана первая электростанция.
В январе 1922 года комсомольцы села Александровского вступили в ЧОН. Они занимались поисками и конфискацией зерна, спрятанного зажиточными крестьянами, боролись с местными бандами. Весной 1923 появились первые пионерские отряды в Александровской и Томузловской школах, затем были созданы ещё два. В 1924 году для руководства их деятельностью был сформирован районный пионерский штаб.
В 1924 году город Александровск снова преобразовали в село, которое стало административным центром одноимённого района в Ставропольском округе Северо-Кавказского края. В том же году в Александровском были созданы артель им. Розы Люксембург, сельскохозяйственные товарищества «Голубинское объединение», «Пробуждение», «Энергия», «Труд хлебороба», «Арсеньевское», «Ленинская беднота», машинное товарищество «Движение», животноводческое товарищество «Основа», пчеловодческое товарищество «Семья пчеловодов» и другие. Всего в селе насчитывалось 14 различных артелей и товариществ.
В феврале 1924 года, после того как Александровский уезд был упразднён в связи с переходом на районную систему, образовался Александровский сельсовет с центром в селе Александровском. В него входили хутора Батищев (Батищевский), Дубовый, Дубовский родник (Дубовый Родник), Заря, Косовский, Михайловский, Петровка, «Трудовой пахарь» и товарищество «Энергия»:262.
По данным 1925 года, в селе Александровском были 2301 двор и 10 751 житель. Имелись почтово-телеграфная контора, 8 начальных школ, детский дом, 9 изб-читален и более 30 мелких предприятий:262—263. В 1926 году — 2838 дворов, 13 287 жителей (в том числе 89 казаков):253.
В 1929 году в селе заработал первый радиоузел, а 1930 году появились первые радиоприёмники для коллективного слушания.
В 1929-м — 1930-х годах, в результате проведения массовой коллективизации в Ставропольском округе, на территории Александровского сельсовета возникли колхозы «Авангард» (с. Александровское), им. Жданова (с. Томузлы), «Комсомолец» (х. Дубовый). В 1929 году в Александровском было создано кустовое производственное объединение колхозов «Путь ленинизма», куда вошли все артели и коммуны села. В 1931 году образована Пионерская машинно-тракторная станция (с 1958 года — ремонтно-техническая станция), оказывавшая помощь местным хозяйствам. В 1936 году для охраны и защиты лесов района создан Александровский лесхоз (в декабре 1947 года переименован в Калаусский). В его задачи также входило облесение пустырей, балок и оврагов. Попутно лесхоз занимался изготовлением изделий ширпотреба для садоводства и виноградарства, а ещё снабжал колхозы и население дровами для отопления.
В 1930 году Ставропольский округ был упразднён. Его районы, включая Александровский, отошли в прямое подчинение Северо-Кавказского края (с 1937 года — Орджоникидзевского края).
В феврале 1930 года (по другим данным в 1929 году) на базе кустового производственного объединения «Путь ленинизма» был организован колхоз-гигант «Тракторострой» (назван в честь Сталинградского тракторостроя). Колхоз объединял 2180 дворов и имел 51 тыс. га земли. В 1932 году из разукрупнённого «Тракторостроя» выделились колхозы им. Войтика, «Магнитострой», «Красная нива», им. Пионерской МТС.
Согласно карте Генштаба Красной армии, изданной в 1942 году, в селе Александровском насчитывалось 3084 двора. Во время Великой Отечественной войны из Александровского и с прилегающей к райцентру территории на фронт было призвано 3482 человека, 1392 из них не вернулись домой.
Когда 3 августа 1942 года краевой центр Ворошиловск (с 1943 года — Ставрополь) был оккупирован немецко-фашистскими войсками, Орджоникидзевский (с 1943 года — Ставропольский) крайком ВКП(б) во главе с первым секретарём М. А. Сусловым переехал в село Александровское, где в течение нескольких дней руководил эвакуацией и организацией партизанского движения в тылу.
C 7 августа 1942 года село находилось под оккупацией. Освобождено 14 января 1943 года.
После войны в Александровском началось объединение ранее существовавших колхозов в более крупные хозяйства. 5 февраля 1951 года из объединившихся колхозов «Тракторострой» и «Авангард» был организован колхоз им. Суслова. 11 февраля 1951 года колхозы им. Войтика, им. Пионерской МТС влились в укрупнённый колхоз им. Жданова. 15 февраля 1954 года колхоз «Магнитострой» стал частью укрупнённого колхоза им. Калинина (с. Томузловское; с 1970 года с. Александровское). В 1955 году колхоз им. Жданова вошёл в колхоз им. Суслова. В 1958 году колхоз им. Суслова был переименован в колхоз имени Войтика — в честь «бывшего видного организатора Советской власти и большевистской организации на Ставрополье» Ивана Лукича Войтика.
В октябре 1958 года из хутора Красный Чонгарец в село Александровское была перенесена центральная усадьба откормочного совхоза «Искра» (образован 1 марта 1946 года на базе сельскохозяйственного участка Александровской районной конторы «Заготскот»). Совхоз принимал у населения скот и птицу для доращивания и сдачи государству, сеял кормовые и зерновые культуры. В августе 1964 года в его состав вошло сельскохозяйственное отделение, выделенное из конного завода № 170 и базировавшееся в хуторе Всадник.
14 сентября 1959 года Александровское впервые приняло передачи Ставропольской краевой студии телевидения.
7 мая 1963 года на центральной площади села был торжественно открыт бюст И. Л. Войтика. В 1967 году его перенесли в сквер перед зданием правления колхоза им. Войтика (ул. Красноармейская). В 1981 году этот бюст был признан памятником искусства регионального значения.
В 1965 году на базе Александровского государственного лесного питомника, созданного в 1922 году в лесном урочище «Дубовое», был образован плодопитомнический совхоз «Александровский». Плодосовхоз занимался  выращиванием саженцев плодовых и декоративных деревьев для развития садоводства.
На 1 марта 1966 года в Александровский сельсовет, кроме самого села Александровского, входили село Томузловское, посёлки Александровское лесничество, Плодопитомник, хутора Дубовый, Красное знамя, Маяк, Михайловский:6.
В 1960—1970-е годы с укреплением экономики колхозов значительно вырос уровень жизни александровцев. Были построены новый Дом культуры, новый стадион, появились новые промышленные предприятия. Открылись зооветеринарный техникум с учебным хозяйством на площади 411 га, районный краеведческий музей, средняя школа. Увеличилось число самих жителей райцентра. Если в 1959 году их насчитывалось 13 587, то в 1970 году уже 18 911.
Решением Ставропольского крайисполкома от 12 августа 1970 года село Александровское и село Томузловское, как фактически слившиеся между собой, были объединены в один населённый пункт — село Александровское. Население райцентра составило 21 тысячу человек.
В 1971 году в Александровском построили здание районного узла связи («дом связи») с операционными залами и переговорным пунктом.
На 25 марта 1971 года Александровский сельсовет объединял село Александровское, учхоз зооветтехникума, хутора Дубовый, Красное знамя, Маяк, Михайловский, Александровское лесничество, Александровский плодосовхоз.
15 ноября 1974 года в Александровском районе началось строительство третьей очереди Большого Ставропольского канала протяжённостью 42,5 км. В селе Александровском разместились крупные строительные организации, ведущие прокладку трассы канала. В марте 1975 года там же было организовано Управление эксплуатации центральных участков БСК. 31 августа 1979 года состоялся пропуск воды по руслу БСК-3, а в декабре 1983 года государственная комиссия приняла его в эксплуатацию.
В период сооружения БСК происходило формирование новых микрорайонов райцентра. Так, в центральной части Александровского, на месте бывшего стадиона, был возведён «городок мелиораторов» из пятиэтажных домов (в настоящее время микрорайон строителей БСК). Ещё два микрорайона появились на западе и севере села.
В 1976 году на базе зооветтехникума и колхоза им. Калинина был образован Александровский совхоз-техникум.
В начале 1990-х годов александровские колхозы и совхозы были реорганизованы: колхозы им. Войтика, им. Калинина и рыбхоз — в сельскохозяйственные продовольственные кооперативы «Колхоз им. И. Л. Войтика», «Колхоз „Колос“» и «Рыбколхоз „Александровский“»; откормосовхоз — в сельскохозяйственное предприятие «Искра»; плодосовхоз — в народное предприятие по производству плодов и посадочного материала «Александровское».
5 января 1991 года в селе состоялся первый учредительный Круг казаков района, на котором был образован Александровский казачий отдел. 29 января 1993 года знамённая станица отдела получила в Москве изготовленную копию знамени 1-го Хопёрского казачьего полка (подлинные знамёна полка после его упразднения в 1870 году хранились в Михаило-Архангельском храме села Александровского и были безвозвратно утрачены в 1930-х годах). 15 марта того же года в райцентре состоялись торжественная встреча и поклонение восстановленному знамени.
До 16 марта 2020 года село было административным центром упразднённого Александровского сельсовета.

## Население
| 1802    | 1812    | 1817    | 1819    | 1824    | 1844    | 1855    | 1861    | 1867    |
| ------- | ------- | ------- | ------- | ------- | ------- | ------- | ------- | ------- |
| 1397    | ↘971    | ↘710    | ↗1099   | ↘1084   | ↗2329   | ↘2306   | ↘2296   | ↘1785   |
| 1897    | 1903    | 1926    | 1939    | 1959    | 1970    | 1979    | 1989    | 2002    |
| ↗10 257 | ↗10 893 | ↗13 287 | ↘12 237 | ↗13 587 | ↗18 911 | ↗24 427 | ↗26 509 | ↗27 512 |
| 2010    | 2014    | 2021    | 2023    |         |         |         |         |         |
| ↘27 471 | ↘27 100 | ↘25 479 | ↘25 313 |         |         |         |         |         |

Крупнейший по численности населения сельский населённый пункт в крае.
Гендерный состав
По итогам переписи населения 2010 года проживали 12 501 мужчина (45,51 %) и 14 970 женщин (54,49 %).
Национальный состав
По данным переписи 1926 года, из 13 287 жителей 11 942 — великороссы, 900 — украинцы:253.
По итогам переписи населения 2010 года проживали следующие национальности (национальности менее 1 %, см. в сноске к строке «Другие»):
| Национальность | Численность | Процент |
| -------------- | ----------- | ------- |
| Русские        | 24 304      | 88,47   |
| Цыгане         | 842         | 3,07    |
| Армяне         | 658         | 2,40    |
| Даргинцы       | 349         | 1,27    |
| Другие         | 1318        | 4,80    |
| Итого          | 27 471      | 100,00  |

## Инфраструктура
- Центральная районная библиотека
- Центральная детская библиотека. Открыта 15 октября 1948 года как районная детская библиотека[149]
- Центральная районная больница
- Районная стоматологическая поликлиника
- Дом-интернат для престарелых и инвалидов
- Калаусское лесничество
- Гостиница «Вояж»
- Документальный оборот
- На территории села находятся 3 открытых общественных кладбища (площадью 100 600 м², 3000 м² и 3000 м²) и 1 закрытое (площадью более 5000 м²)[150]
- Уличная сеть включает 110 улиц, 45 переулков и 1 проезд[151]

## Образование
- Детский сад № 2 «Юбилейный»
- Детский сад № 3 «Алёнушка»
- Детский сад № 4 «Берёзка»
- Детский сад № 5 «Ивушка»
- Детский сад № 7 «Светлячок»
- Детский сад № 8 «Матрёшка»
- Детский сад № 10 «Буратино»
- Детский сад № 15 «Малышок»
- Детский сад № 31 «Ручеёк»
- Детский сад № 33 «Звёздочка»
- Детский сад № 34 «Фиалка»
- Средняя общеобразовательная школа № 1 имени героя Советского Союза И. И. Тенищева. Имя присвоено в 2015 году[152]
- Средняя общеобразовательная школа № 2
- Основная общеобразовательная школа № 11
- Средняя общеобразовательная школа № 16[153]
- Сельскохозяйственный колледж
- Детская художественная школа
- Центр детского творчества. Открыт 19 марта 1947 года как Дом пионеров[154]
- Детская музыкальная школа. Открыта 29 апреля 1961 года[155]
- Детско-юношеская спортивная школа. Открыта 24 октября 1970 года[156]
- Специальная (коррекционная) общеобразовательная школа-интернат № 10 VIII вида

История
- Двухклассное училище. Упоминается в 1898 году[157]

## Экономика
- Маслозавод № 3 — 37 чел., производство продуктов питания. Закрыт
- СПК-колхоз имени И. Л. Войтика — 123 чел., производство продукции растениеводства и животноводства. Закрыт
- СПК-колхоз «Колос» — 57 чел., производство продукции растениеводства и животноводства
- Предприятие «Колос» — 101 чел., производство продукции растениеводства
- Ремзавод «Александровский» — 58 чел., ремонт сельскохозяйственных узлов и агрегатов, производство товаров народного потребления сельскохозяйственного назначения
- Завод «Радиан» — 183 чел., производство промышленных товаров
- Предприятие «ПКЦ БОН» — 83 чел., бытовое обслуживание населения
- Предприятие «Агрострой» — 43 чел., выполнение строительных работ
- Александровское дорожное ремонтно-строительное управление. Образовано 14 октября 1971 года[155] (по другим данным - 15 июля 1970 года[156])
- Предприятие ПМТС «Александровское» — 39 чел., производство продукции растениеводства
- Александровский элеватор — 54 чел., хранение и транспортировка зерновых культур
- Предприятие «Руно» — 57 чел., производство ликёро-водочной продукции, пошив меховых изделий
- Предприятие «Медж-Х» — 52 чел., производство продуктов питания
- Предприятие «Жилищно-коммунальное хозяйство» — 146 чел., обеспечение населения услугами ЖКХ
- Александровский межрайводоканал — 275 чел., обеспечение населения услугами водоснабжения
- Александровскрайгаз — 169 чел., обеспечение населения услугами газоснабжения
- Александровский район электросетей — 83 чел., обеспечение услугами энергоснабжения
- Предприятие «Ставрополькоммунэлектро» — 64 чел., обеспечение населения услугами энергоснабжения
- Минераловодский почтамт «Почта России» — 64 чел., оказание почтовых услуг населению
- Восточный узел электросвязи Ростелекома — 16 чел., оказание услуг связи
- Линейно-технический участок с. Александровское — 45 чел., обеспечение услугами связи.
- В 2018 году запущен модульный молочный завод, продукция которого реализуется на территории района[158].

## Связь и телекоммуникации

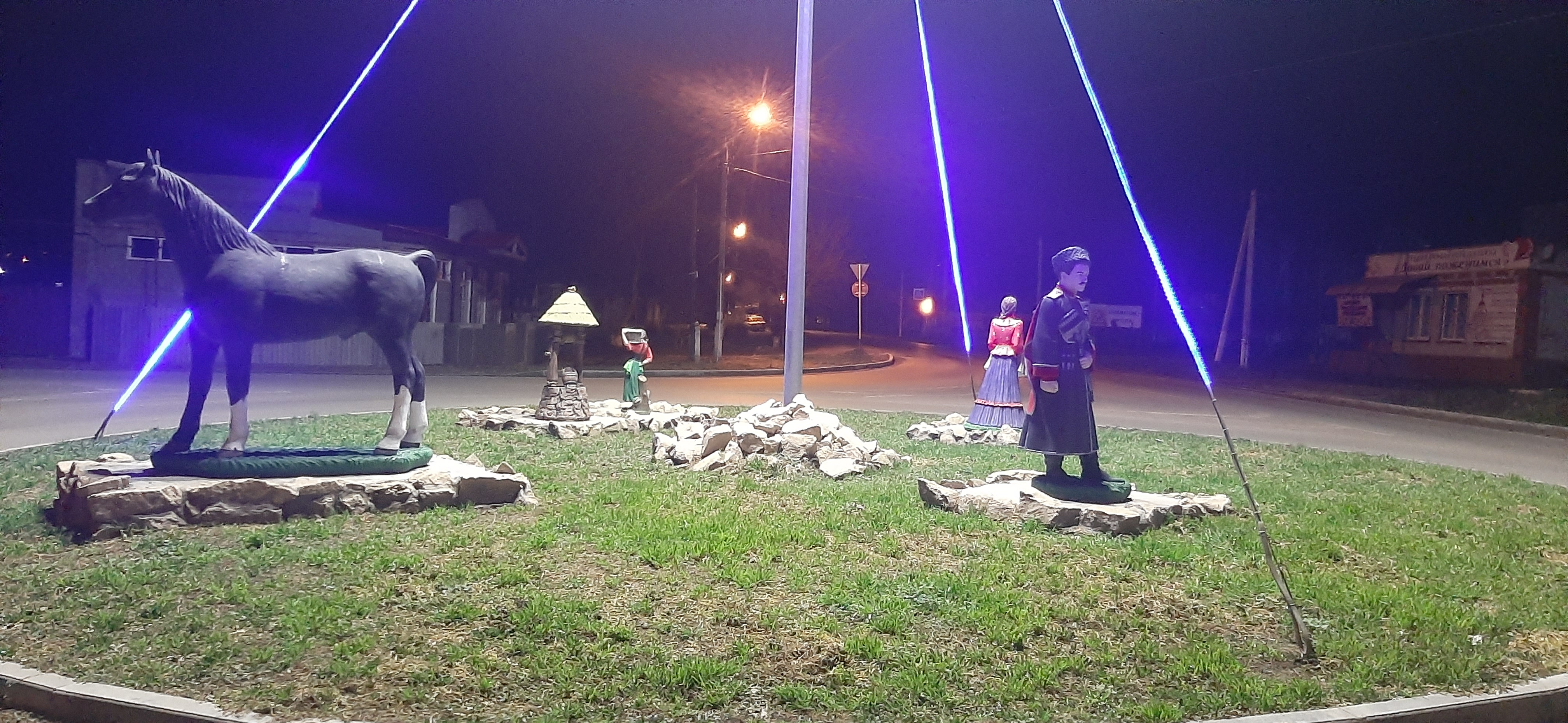
Кольцо Александровское

Население в полном объёме пользуется услугами сотовой связи (2G, 3G, 4G) и мобильного телевидения, предоставляемыми операторами «Билайн», «МегаФон», «МТС», «Yota», а также услугами телефонной связи, широкополосного доступа в Интернет и интерактивного телевидения, предоставляемыми Ставропольским филиалом телекоммуникационной компании «Ростелеком».
Имеется радио- и телевещание. В 2013 году, в соответствии с проектом «Сеть цифрового наземного вещания на территории Ставропольского края (первый частотный мультиплекс)», реализуемым в рамках федеральной целевой программы «Развитие телерадиовещания в РФ на 2009—2015 годы», в Александровском запущена трансляция пакета цифровых телеканалов «РТРС-1». Один из двух построенных на территории села телевизионных ретрансляторов обеспечивает эфирное вещание на 23 ТВК (490 МГц), другой, способный передавать сигнал на ТВК 36 (594 МГц), находится в режиме ожидания.
Услуги почтовой связи населению оказывает отделение «Почты России».

## СМИ
- Газета «Александровская жизнь». Первый номер вышел 1 апреля 1918 года[170]

## Литературная жизнь
- Творческое литературное объединение им. И. В. Кашпурова. Образовано 24 июня 1963 года[171]

## Религия
Русская православная церковь
Церковь во имя Св. Архистратига Михаила открыта в 1880 году. В 1882 году церковь была вновь отстроена из испанского кирпича на каменном фундаменте. Кроме главного престола был устроен второй престол во имя Св. кн. Александра Невского. Иконостас также был обновлён. Строительство церкви обошлось в 100 тыс. руб. В церкви хранилось два военных знамени казачьих полков — Северного и Александровского. Храм был разрушен 1937 году.
Для проведения религиозных мероприятий был преобразован жилой дом в церковь Архангела Михаила которая действует по настоящее время, но из-за небольших размеров не вмещает всех верующих.
В мае 2001 года началось строительство нового храма в честь святого князя Александра Невского. Храм открыт в 2018 году.
Иудаизм
В середине XVIII века секта иудействующих открылась среди казаков области войска Донского. Власти переселили сектантов в Александровский уезд Кавказской (позже Ставропольской) губернии, где разрешили им проживать и исповедовать свою веру при условии, что они не будут совращать православных в жидовство. В станице Александровской секта распространилась чрезвычайно. Даже в указе о борьбе с жидовствующими, изданном в 1825 году, говорилось, что секта в Александровском уезде в какой-то степени признана правительством.(Еврейская Энциклопедия Брокгауза-Ефрона выходившая в России с 1908 по 1913 год.)
Церковь Адвентистов Седьмого Дня
Молитвенный дом адвентистов седьмого дня
Христиане веры евангельской
Молитвенный дом христиан веры евангельской
Христиане баптисты
Молитвенный дом христиан баптистов

## Спорт
- Мотобольная команда «Алмаз» — до 2013 года[173] — участница чемпионата России.
- Футбольная команда «Колос». До 2012 года являлась участницей первенства Ставропольского края по футболу[174]. Чемпион Ставропольского края 1989 года[175].
- Известный в Ставропольском крае легкоатлетический забег на 1777 метров «Александровская миля» проходит ежегодно с 1981 года[176].

## Люди, связанные с селом
- Арчаков Александр Фёдорович (1923) — участник Великой Отечественной войны 1941—1945 гг., Почётный гражданин села Александровского[149]
- Козлов Александр Иванович[177], советский офицер, участник ВОВ, партизан, разведчик («Байкал-60»), за три года тяжелейшей работы в Абвере (прошёл путь от курсанта до начальника учебной части немецкой разведшколы «Сатурн», получил звание капитана немецкой армии). Прототип главного героя и консультант фильмов "Путь в «Сатурн», "Конец «Сатурна». Проживал в с. Александровском, на доме установлена мемориальная доска. Почётный гражданин села Александровского[178]
- Мисский Владимир Иванович — тракторист-машинист, Герой труда Ставрополья[179]
- Передельский Николай Михайлович (15.12.1923, с. Грушевское — 21.08.2001, с. Александровское) — участник Великой Отечественной войны 1941—1945 гг, Почётный гражданин села Александровского[180]
- Тенищев Иван Иванович — Герой Советского Союза. В 2016 году на здании средней школы № 1, в которой учился Тенищев, была открыта памятная доска в его честь[181]
- Тумакова Мария Фёдоровна (1930) — бывшая доярка СПК-колхоза имени И. Л. Войтика, награждена орденом Ленина[182]
- Чаус Андрей Дмитриевич (15.11.1906 — 1983, с. Александровское), участник Великой Отечественной войны 1941—1945 гг., Почётный гражданин села Александровского[183]

## Достопримечательности

### Памятники природы
На прилегающей к селу территории находятся шесть памятников природы краевого значения, из них пять геологического профиля («Гора Голубиная», «Гора Лягушка», «Каменные образования Столбы», «Киселёвский курган», «Пещеры „Каменные сараи“») и один ботанического профиля («Дубовый лес на Прикалаусских высотах»).
Горы Голубиная (абсолютная высота 675 м) и Лягушка (абсолютная высота 583 м) расположены к северу и северо-западу от Александровского, на Прикалаусских высотах. Голубиная сложена гравелистовыми песчаниками, ракушечными известняками и глинами. На её склонах выделяется несколько скальных останцов, включая уникальные каменные образования Каменная черепаха и Каменный дракон; между скалами находится карстовый колодец диаметром 3,5 м и глубиной до 6 м. С западной стороны горы расположена группа каменных останцов Столбы (Слон, Ящерицы, Дракон и др.), с южной — Каменный (Киселёвский) курган и гора Лягушка (Лягушинка), на склоне которой находятся скала Лягушка и пещера Подковка.
В 4 км западнее окраины села, на северном склоне правого источника реки Томузловки на Прикалаусских высотах расположены Каменные сараи — группа из 10 пещер, возникших в толще неогеновых известковых песчаников. Самая крупная из них имеет длину 45 м. В 5 км к юго-западу от Александровского, в балке реки Дубовой, находится ботанический памятник природы «Дубовый лес на Прикалаусских высотах» общей площадью 2,97 км², в границах которого произрастает ряд реликтовых и исчезающих растений (толстостенка, птицемлечник дуговидный, трубкоцветник и др.).

### Памятники археологии
В 10 км от села Александровского и в 1,5 км от хутора Красное Знамя (упразднён в 1983 году) расположен Краснознаменский курганный могильник — памятник археологии местного значения, датируемый VII в. до н. э. Могильник включал в себя 9 курганных насыпей; самая большая из них имела высоту 11 метров, а на её вершине было установлено каменное изваяние. Большой курган с каменным склепом являлся археологическим памятником, не имеющим аналогов в Предкавказье и Северном Причерноморье. При его раскопках был обнаружен уникальный для скифской культуры погребальный комплекс, состоявший из храма огня и 3-х наземных каменных гробниц. Рядом с могильником находится ещё один памятник археологии местного значения — городище «Краснознаменское» (I тыс. до н. э. — I тыс. н. э.), культурные слои которого относятся к скифскому, сарматскому и средневековому периодам. Оба памятника имеют большое научное, историческое и культурное значение, составляют часть историко-культурного наследия Ставропольского края.
В окрестностях Александровского выявлено ещё несколько памятников археологии местного значения, датируемых в основном I тыс. до н. э.: городище «Томузловское» (1,5 км южнее западной окраины села) в верховьях реки Томузловки; городища «Мелиоративный пруд» (1,7 км восточнее села, у Мелиоративного пруда) и «Пятнадцатая кошара» (5,5 км восточнее села, у второго пруда) на правом берегу реки Ташлы; поселение «Суворовское» (200 м юго-восточнее Суворовского моста) на правом берегу реки Терновки.

### Памятники истории и искусства
В Александровском зарегистрировано 7 памятников истории и 3 памятника искусства регионального значения:
| Объекты культурного наследия | Объекты культурного наследия | Объекты культурного наследия | Объекты культурного наследия           | Объекты культурного наследия                                                                                    |
| Номер п/п                    | Наименование | Дата создания                | Местонахождение                        | Статус и регистрационный номер                                                                                  |
| ---------------------------- | --- | ---------------------------- | -------------------------------------- | --- |
| Памятники истории            | |                              |                                        | |
| 1.                           | Братская могила воинов Советской армии, красных партизан и мирных жителей, павших смертью храбрых в годы гражданской и Великой Отечественной войны | 1944                         | ул. К. Маркса, 44                      | Объект культурного наследия народов РФ регионального значения. Рег. № 261710899740005 (ЕГРОКН) ОКН № 2600085000 |
| 2.                           | Братская могила, где похоронен красный партизан и боец Советской армии, погибший в 1943 году                                                       | 1943, 1965                   | ул. Мира, 60, ул. Красноармейская, 616 | Объект культурного наследия народов РФ регионального значения. Рег. № 261610645130005 (ЕГРОКН) ОКН № 2600086000 |
| 3.                           | Здание, в котором 21.01.1918 состоялся первый съезд советов Александровского уезда                                                                 | 1877                         | ул. К. Маркса, 60                      | Объект культурного наследия народов РФ регионального значения. Рег. № 261710900020005 (ЕГРОКН) ОКН № 2600081000 |
| 4.                           | Здание, в котором в 1918 году располагался ревком Александровского уезда                                                                           | 1918, 1977                   | ул. Московская, 6                      | Объект культурного наследия народов РФ регионального значения. Рег. № 261710899730005 (ЕГРОКН) ОКН № 2600083000 |
| 5.                           | Здание, в котором проживала украинская писательница Марко Вовчок                                                                                   | нет данных                   | ул. Калинина, 55 ул. Калинина, 39      | Объект культурного наследия народов РФ регионального значения. Рег. № 261710899300005 (ЕГРОКН) ОКН № 2600079000 |
| 6.                           | Конспиративная квартира, в которой в 1915—1917 гг. социал-демократ И. Л. Войтик проводил сходки                                                    | 1915                         | ул. К. Маркса, 25                      | Объект культурного наследия народов РФ регионального значения. Рег. № 261710899720005 (ЕГРОКН) ОКН № 2600080000 |
| 7.                           | Памятник воинам-учащимся и учителям Александровской СШ № 1, павшим смертью храбрых в 1941—1945 гг.                                                 | 1975                         | ул. К. Маркса, 88, ул. К. Маркса, 85   | Объект культурного наследия народов РФ регионального значения. Рег. № 261610644820005 (ЕГРОКН) ОКН № 2600082000 |
| Памятники искусства          | |                              |                                        | |
| 8.                           | Бюст И. Л. Войтику — предгубисполкома, революционеру-подпольщику, создателю первой парторганизации в сентябре 1917 года в с. Александровском       | 1967                         | ул. Красноармейская, 230               | Объект культурного наследия народов РФ регионального значения. Рег. № 261610698580005 (ЕГРОКН) ОКН № 2600084000 |
| 9.                           | Памятник В. И. Ленину | 1967                         | ул. Войтика, 9                         | Объект культурного наследия народов РФ регионального значения. Рег. № 261710899700005 (ЕГРОКН) ОКН № 2600106000 |
| 10.                          | Памятник В. И. Ленину | 1967                         | ул. Консервная, 1, ул. К. Маркса, 58   | Объект культурного наследия народов РФ регионального значения. Рег. № 261710899670005 (ЕГРОКН) ОКН № 2600107000 |

В 1987 году на территории захоронения воинов Советской армии, красных партизан и мирных жителей, павших смертью храбрых в годы Гражданской и Великой Отечественной войн, открыт мемориальный комплекс общей площадью 2600 м², включающий: центральную скульптурную композицию (изображения воина Гражданской войны, женщины-вдовы и воина Великой Отечественной войны); три барельефа, посвящённые периодам продразвёрстки, Гражданской и Великой Отечественной войн; 18 стел с именами 3021 александровцев, погибших на фронтах Великой Отечественной войны; памятные плиты погибшим при исполнении служебного долга в Афганистане и Чечне.

### Прочие памятники

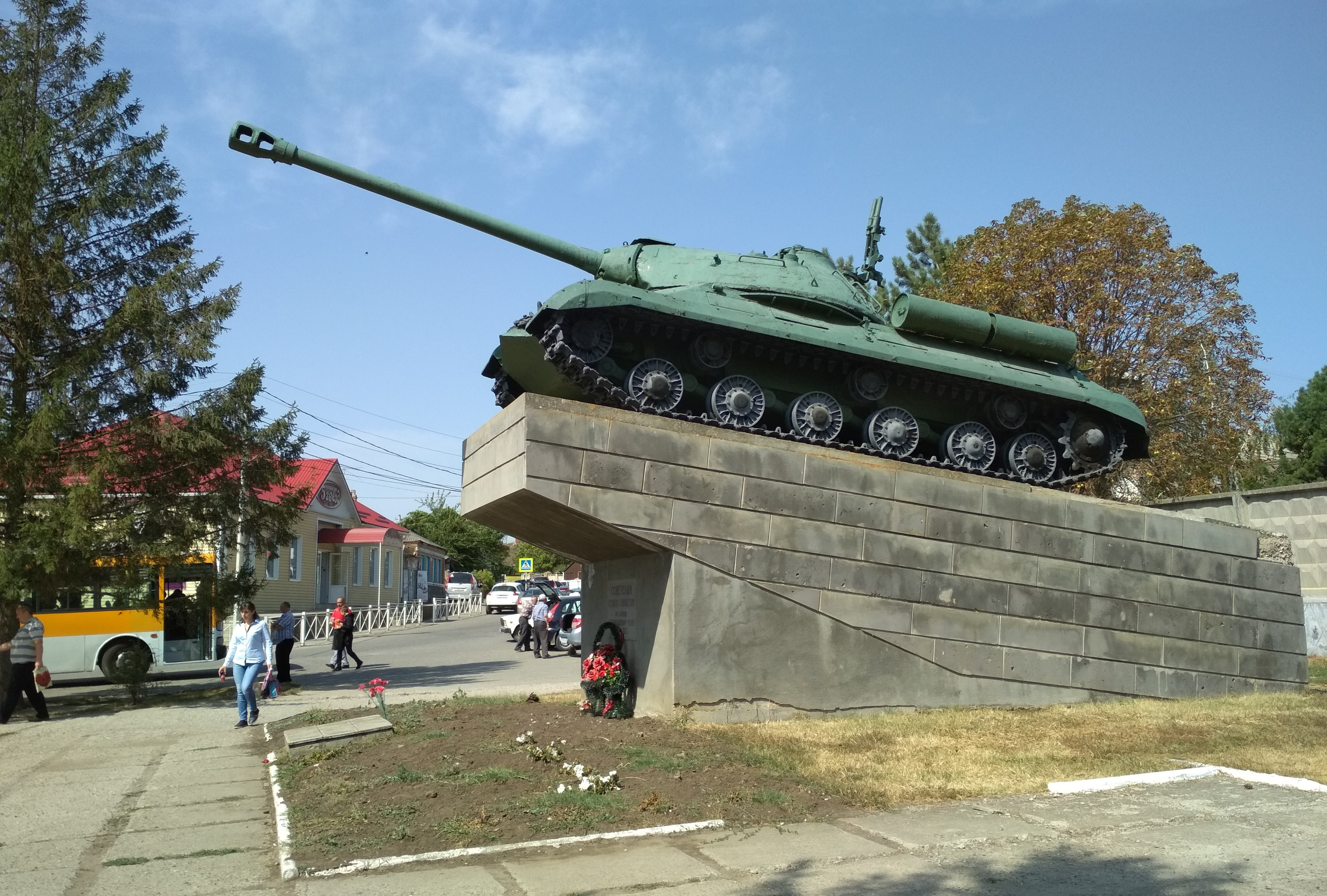
Памятник-танк

В 1986 году в центре села, на пересечении улиц Калинина и Войтика, открыт памятник танкистам 44-й армии, освобождавшим Александровский район от фашистов в период Великой Отечественной войны. Представляет собой советский тяжёлый танк ИС-3 на постаменте. Установлен при содействии генерал-полковника Советской армии, начальника Главного автобронетанкового управления Министерства обороны СССР Ю. М. Потапова.
В 2005 году у здания правления СПК «Колос» открыт памятник в виде водружённой на постамент каменной плиты, к которой прикреплены 6 памятных плит с именами 180 ветеранов колхоза имени Калинина и колхозников, погибших в годы Великой Отечественной войны.
В 2012 году на территории Александровской районной поликлиники установлен памятник медицинским работникам — ветеранам Великой Отечественной войны. Представляет собой мраморную плиту на постаменте, на которой высечены имена 10 ветеранов.